# Госпшидова
Госпшидова (пол. Gosprzydowa) — село в Польщі, у гміні Гнойник Бжеського повіту Малопольського воєводства.
Населення — 1036 осіб (2011).
У 1975-1998 роках село належало до Тарновського воєводства.

## Демографія
Демографічна структура станом на 31 березня 2011 року:
|          | Загалом | Допрацездатний вік | Працездатний вік | Постпрацездатний вік |
| -------- | ------- | ------------------ | ---------------- | -------------------- |
| Чоловіки | 516     | 145                | 315              | 56                   |
| Жінки    | 520     | 118                | 298              | 104                  |
| Разом    | 1036    | 263                | 613              | 160                  |